# استبدال مفصل الورك
استبدال مفصل الورك (بالإنجليزية: Hip replacement)‏ هي عملية جراحية يتم خلالها استبدال الورك الطبيعي بجهاز مفصلي اصطناعي للسماح للمريض بالمشي وأداء مهماته بشكل طبيعي تقريبا. يمكن أن تجرى عملية استبدال مفصل الورك بشكل نصفي أو كلي. يتم اللجوء إلى هذا الإجراء بشكل عام بغرض التخلص من ألم التهاب المفصل أو لإصلاح تخرب المفصل الفيزيائي كجزء من علاج كسر مفصل الورك. يتألف استبدال مفصل الورك الكلي (رأب مفصل الورك الكلي) من استبدال كل من تجويف الحُق و رأس الفخذ معا، في حين يتم خلال عملية استبدال مفصل الورك النصفي (رأب المفصل النصفي) اللجوء لاستبدال رأس الفخذ فقط . تعتبر عملية استبدال مفصل الورك حالياً واحدة من عمليات جراحة العظام الأكثر نجاحاً وموثوقيةً، حيث أظهر 97 في المائة من المرضى الذين خضعوا للعملية تحسناً ملحوظاً. تشير معظم التقديرات إلى أن ما يقرب من 58 في المائة من إجمالي عمليات استبدال مفصل الورك  تظل صالحة إلى غاية 25 عاما بعد العملية.
حسب إحصائيات لسنة 2012، فإن عملية استبدال مفصل الورك تكلف في المتوسط ما قيمته 40364 دولار أمريكي في الولايات المتحدة، وحوالي 7700 إلى 12000 دولار أمريكي في معظم الدول الأوروبية.

## تاريخ
أجرت أولى المحاولات المسجلة لاستبدال الورك خلال سنة 1891 على يد الجراح الألماني ثيميستوكليس غلوك، الذي استخدم حينها العاج لاستبدال رأس الفخذ وقام بتثبيت الورك الاصطناعي باستعمال مسامير مطلية بالنيكل، بالإضافة إلى الجص الباريسي والغراء. بحلول 28 سبتمبر 1940 في مستشفى كولومبيا بكارولينا الجنوبية، أجرى الجراح الأمريكي الدكتور أوستن تي مور أول عملية جراحية لاستبدال مفصل الورك بآخر معدني. الورك البديل الذي صممه كانت عبارة عن جهاز بدبل الورك، مع رأس كبير ثابت كبير مصنوع من معدن الفيتاليوم المكون من الكوبالت والكروم. كان طوله حوالي قدم وتم تثبيته في لطرف المقطوع من عظم الفخذ (رأب الورك النصفي) باستعمال مسامير. تم في وقت لاحق من سنة 1952 تطوير نسخة أخرى منه، سمي على اسم أوستن مور، لا يزال قيد الاستخدام حتى اليوم، على الرغم من ندرته. على غرار عملية زراعة الورك الحديثة، يتم إدخال العظم البديل  في قناة النخاع العظمي للفخذ، ويعتمد  على نمو العظام من خلال ثقب يتم عمله في الساق لضمان ثباته على المدى الطويل.بوصول سنة 1960 استطاع الجراح البريطاني السير جون شارنلي اختراع مفصل اصطناعي كامل للورك، يعتمد عليه لغاية اليوم كأساس لمفاصل الورك. يتكون مفصل شارنلي هذا من 3 أجزاء هي: جذع المفصل والرأس المكون من الستانليس ستيلص، الصحن وهو مكون من البولي ايثيلينا، إضافة إلى الاسمنت العظمي (اكريلك) والذي يستخدم لتثبيت الجذع وتثبيت صحن الحوض.

## الاستخدامات الطبية
يلجأ الأطباء عادة لاستبدال الورك فقط عندما تفشل طرق العلاج عير الجراحية الأخرى على غرار العلاج الفيزيائي والأدوية المسكنة للألم.
الاستبدال الكلي لمفصل الورك هو إجراء شائع لعلاج حالات فشل المفاصل  الناجم عن الفصال العظمي. تشمل الحالات الأخرى التهاب المفاصل الروماتويدي، النخر اللاوعائي، التهاب المفاصل الرضحي، تبارز الحُق، بعض حالات كسور الورك، أورام العظام الحميدة والخبيثة، التهاب المفاصل المرتبط ب داء باجيت مرض باجيت، التهاب الفقار القسطي إضافة إلى التهاب المفاصل الروماتويدي عند الأطفال. يكون العملية دائما من هذه العملية هو التخلص من الألم وتحسين وظيفة مفصل الورك.

## التقنيات الجراحية

### اختيار نوعية مفصل الورك

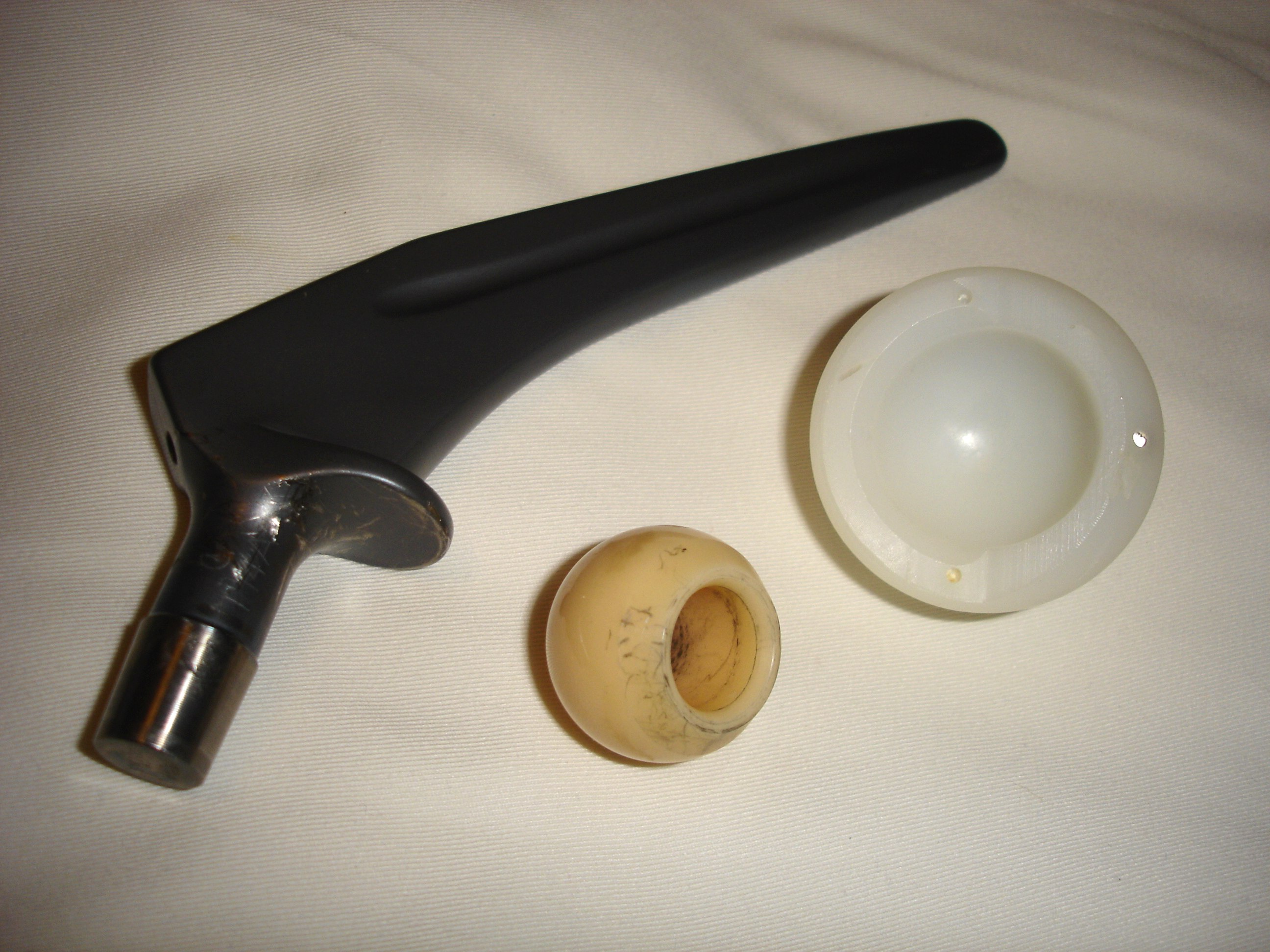
جهاز تقويم ورك اصطناعي يحتوي على جذع من التيتانيوم، وزوجين منزلقين مكونين من رأس فخذ سيراميكي وتجويف حقي اصطناعي من البولي إيثيلين.

هناك تشكيلة متنوعة من مفاصل الورك الاصطناعي تختلف من حيث نوع المادة المصنوعة منها والغرض منها، فنجد مثلا:
- مفصل الفولاذ المقاوم للصدأ، التي تتميز بتكلفتها المنخفضة، ولكنها باتت مؤخرا تستخدم بشكل أقل فأقل بسبب مشكلة تآكلها المبكر.
- مفصل التيتانيوم، إنها صلبة للغاية، لكن تكلفة المادة عالية جدًا.  كما أنها تكون عرضة للتآكل عندما تكون في جسم الإنسان. مع ذلك، فهي متوافقة حيويا تماما.
- مفصل البولي ايثيلين، وهو مصنوع من مادة بلاستيكية خاصة، ومن هنا تأتي ميزته كونه يتمتع بكثافة مماثلة لتلك التي يتكون منها نسيج العظام، الشيء يعزز تكوين العظم من جديد. إضافة إلى ذلك يتمتع هذا النوع من مفاصل الورك بقدرة انزلاق فائقة.
- مفصل السيراميك، غير قابلة للتلف تقريبا، رؤوس السيراميك أكثر نعومة من الرؤوس المعدنية المصقولة، ولها معامل احتكاك أقل من رأس الكروم والكوبالت، ومن الناحية النظرية سوف تآكل بطانة المقبس ببطء. عيبه الرئيسي هو هشاشته في حالة تعرضه لصدمة وصعوبة الإنتاج الصناعية إضافة إلى إمكانية إحداثة أثناء الحركة لأصوات مزعجة مع الوقت.

### الجراحية

رسم توضيح يظهر تغييرات بنيوية واضحة على مستوى المفصل قبل وبعد إجراء عملية اسبدال لمفصل الورك.

تجرى جراحة استبدال مفصل الورك باستخدام عدة أساليب جراحية حسب الأولوية. من بين هذه الأساليب نجد: النهج الجراحي الخلفي، الجانبية، الجانبية الأمامية والأمامية. بالرغم من الاختلافات الواضحة بين هذه الأساليب إلا انه لا يوجد دليل واضح على وجوب تقديم أي منها على الأخرى. فعندما يتعلق الأمر بمريض يحتاج إلى مفصل ورك اصناعي بسبب تدمر مفصله لسبب رضحي، تنكسي، ورمي، أو استقلابي وغيرها من الأسباب الأخرى، فإن العملية الجراحية في هذه الحالة قد يتم إجراؤها وفق النهج الجراحي الدي يراه الطبيب الجراح مناسبا للمريض.
في الحالة العامة، تتم العملية تحت تخدير عام أو نخاعي، وتستغرق العملية أقل من ساعتين والنزيف الناتج عنها لا يتعدي ال 500 سنتيمتر مكعب. اثناء العملية، قوم الجراح بإنشاء شق  في الفخذ وفقا للنهج الجراح الذي يراه مناسبا للمريض، ليصل في نهاية المطاف إلى مفصل الورك التالف بعد دفع العضلات المرتبطة بعظم الفخذ. أثناء هذه العملية يتم تثبيت مايلي:

#### تجويف الحق
تجويف الحق الاصطناعي هو المكون الذي يعوض الحُق التالف. يتم في البداية إزالة الغضاريف والعظام من الحق التالف ويتم تثبيت تجويف الحق الاصطناعي في مكانه سواء عن طريق الاحتكاك أو باستخدام الإسمنت العظمي. تأتي بعض تجاويف الحُق الاصطناعية قطعة واحدة، في حين أن أخرى تأتي مقسمة إلى وحدات. تكون التجاويف الحقية ذات القطعة الواحدة مصنوعة إما من البولي إيثيلين عالي الوزن الجزيئي أو من المعدن، كما يكون سطحها المفصلي مشكلا على السطح الداخلي للتجويف ولا تعتمد على آلية القفل لتثبيت البطانة في مكانها. يتم لصق تجويف البولي إيثيلين ذي القطعة الواحدة في مكانه بينما يتم تثبيت التجويف المعدني في مكانه بواسطة كساء معدني على الجزء الخارجي من الحق. تتكون تجاويف الحق المقسمة لوحدات أساسا من قطعتين، غلاف وبطانة. الغلاف مصنوع من المعدن. حيث يحتوي الجزء الخارجي منه على كساء مسامي بينما يحتوي الجزء الداخلي على آلية قفل مصممة لتثبيت البطانة.هناك نوعان من الكساء المسامي المستخدم لتشكيل احتكاك مناسب هما الخرز اللملبد والتصميم المعدني الرغوي لتقليد ترابيق العظم الإسفنجي ويتأثر الثبات الأولي بقوة التوسيع والإيلاج. يتحقق التثبيت الدائم عندما ينمو العظم على الطبقة المسامية أو داخلها. يمكن استخدام البراغي لتأخير انزلاق تجويف الحق عن العظم لتوفير مزيد من التثبيت. توضع بطانات البولي إيثيلين داخل الغلاف الحقي المزروع ويتم وصلها بآلية قفل حاصة؛ تثبت البطانات السيراميكيو والمعدنية بمصتدقة مورس.

#### المكون الفخذي
المكون الفخذي هو الجزء الذي يتناسب مع عظم الورك (الفخذ). أثناء هذه المرحلة، يتم إزالة العظم وتشكيل عظم الورك لقبول جذع الفخذ مع رأس الفخذ الاصطناعي (كرة الفخذ). يتم تثبيت جذع الفخذ الاصطناعي بالعظم هذا باستخدام نوعين من الثبيت: باستخدام صمغ الخاص أو إسمنت عظمي، أو  بواسطة غلاف شبكي (مليء بالثقوب) تم تصميمه خصيصا من أجل أن تتداخل العظام النامية فيه وتلتحم مع المفصل الإصطناعي مع مرور الوقت. 

#### الواجهة مفصلية
الواجهة المفصلية ليست جزءًا من أي من الغرسات السابقة التي تثبت بعظم المريض، بل هي المنطقة الواقعة بين التجويف الحُقي ومكون الفخذ. الواجهة المفصلية للورك عبارة عن مفصل كروي وتجويف بسيط. يمكن اختيار الحجم وخصائص المواد المستعملة والسماحة الحركية للواجهة المفصلية بناء على طلب المريض لتحسين وظيفة الزرع وطول العمر مع تخفيف المخاطر المرتبطة. اختيار واجهات المفصل ذات الحركة المزدوجة هو عامل فارق يؤدي إلى تقليل خطر الإصابة بالخلع.

يقاس حجم الواجهة بالقطر الخارجي للرأس الكروي أو بالقطر الداخلي للتجويف الحقي. الأحجام الشائعة لرؤوس الفخذ هي 28 ملم، 32 ملم و 36 ملم. في حين أن رؤوس ال 22.25 مم  كانت شائع الاستخدام في المفاصل الحديثة الأولى، تتوفر الآن أحجام أكبر تبدأ من 38 ملم وصولا إلى أكبر من 54 مم. استعمال رؤوس ذات قطر أكبر له عدة مزايا، زيادة الاستقرار ورفع نطاق الحركة مع تقليل مخاطر الخلع. في المقابل لهذه الرؤوس عيوب أخرى تتعلق بالاحتكاك والقصور الذاتي المرتفعين. من هنا تبرز أهمية استعمال مجموعات مختلفة من المواد لها خصائص فيزيائية مختلفة ومقاومة للاحتكاك في مفصل واحد بهدف تجاوز العيوب وتقليل كمية الحطام الناتج عن التآكل  بفعل الاحتكاك. من بين مجموعات المواد النموذجية هذه التي يمكن استعمالها لمفاصل الورك نجد مثلا: المعدن والبولي إيثيلين، المعدن والبولي إيثيلين المتشابك، السيراميك والبولي إيثيلين المتشابك وغيرها. حيث أن كل مجموعة لها مزايا وعيوب.

## التقنية الحديثة

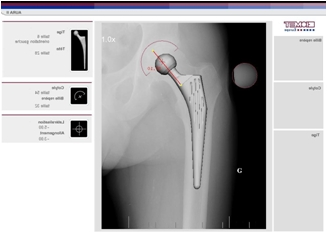
صورة تظهر تخطيطا رقميا ثلاثي الأبعاد لما ستؤول إليه جراحة استبدال مفصل ورك بعد إجرائها.

يدين المفصل الاصطناعي الحديث الذي نعرفه اليوم بالكثير للعمل الذي قام به السير  جون تشارنلي في مستشفى رايتينجتون سنة 1962. نتج عن عمله هذا في مجال علم الاحتكاك تصميم حديث سرعان عوض بشكل كامل تقريبا كل التصميمات الأخرى بحلول سنوات السبعينيات. يتكون التصميم الذي ابتكره تشارنلي من ثلاثة أجزاء:  
1. جذع ورأس الفخذ قطعة واحدة مصنوعة من فولاذ مقاوم للصدأ.
2. تجويف حقي مصنوع من البولي إيثيلين (أساسا من نوع تفلون).
3. إسمنت عظمي من البولي ميثيل ميثاكريلات لتثبيت رأس الفخذ بتجويف الحق.

تم تشحيم المفصل البديل، والذي كان يعرف باسم مقوم المفصل منخفض الاحتكاك، باستخدام سائل زلالي. اختيار تشارنلي في هذا المفصل رأس رأس فخذ صغير (22.2 ميليمتر) لاعتقاد  أنه سيكون له احتكاك أقل ضد مكون الحق البلاسيكي وبالتالي فإن الحُق سيبلى بشكل أبطأ.لسوء الحظ، فإن الرأس الأصغر ينخلع بسهولة بالغة. لذلك تم فيما بعد اقتراح تصميمات بديلة ذات رؤوس أكبر، على غرار  مفصل مولر البديل.  تم في هذا الأخير ملاحظة تحسن الاستقرار، لكن في المقابل ازداد تآكل الحُق.
المكون الحقي المصنوع من التفلون في تصميمات تشارنلي الأولى، أظهر فشلا ذريعا في غضون عام أو عامين من زراعته، الشئ الذي دفع به للبحث عن مادة أكثر ملاءمة ومقاومة للتآكل. لأكثر من عقدين من الزمن، ظلت مقومات المفصل منخفظة الاحتكاك التي صممها تشارنلي إضافة إلى التصاميم المشتقة منها، أكثر أنظمة تقويم المفص استخداما حول العالم، حيث الأساس لجميع عمليات زراعة الورك الحديثة.
بالموازات مع تطوير جهاز تشارني، تم في المملكة المتحدة تطوير مفصل اصطناعي آخر عرف حينها باسم مقوم الورك إكسيتر. تم تطوير هذا المفصل في إطار تعاون بين جراح العظام روبن لينغ والمهندس كليف لي من جامعة إكسيتر، حث ززرع لأول مرة في مستشفى الأميرة إليزابيث للعظام في إكسيتر سنة 1970. أظهر كلا التصميمين متانة ممتازة على المدى الطويل عند زرعهما بشكل صحيح، حيث لا يزالان مستخدمين على نطاق واسع حول العالم في إصدارات حديثة معدلة قليلا.
كانت من بين أبرز عيوب التصاميم الأولى هو انفصالها بمرور الوقت عن العظم، وعادة ما تسبب آلام بعد عشرة إلى اثني عشر عاما من زرعها.  بالإضافة إلى ذلك، تمت ملاحظة تآكل للعظام حول الزرع في صور الأشعة السينية.  في البداية، اعتقد الجراحون أن سبب ذلك هو رد فعل غير طبيعي تجاه الإسمنت العظمي الذي يثبت الغرسة في مكانها.  كنتيجة لذلك دفع هذا الاعتقاد إلى البحث عن طري بديلة لتثبيت الغرسات.
احتوى جهاز أوستن مور ثقبا صغير في الجذع يتم وضع طعم عظمي فيه قبل زرع الجذع.  بمرور الوقت كان من المأمول أن ينمو العظم عبر هذه الفجوة  مثبتا الجذع المزروع في موضعه. مع ذلك ظل التثبيت غير قويا كما بالشكل الذي تم تصوره. مع أوائل الثمانينيات، طبق الجراحون في الولايات المتحدة طلاءا من الخرز الصغير على جهاز أوستن مور وزرعوه بدون أسمنت. تم بناء الخرزات بطريقة تتطابق فيها الفجوات بين الخرزات مع حجم المسام في العظام الأصلية.  بمرور الوقت، تنمو الخلايا العظمية للمريض في هذه الفراغات وتثبت الجذع في موضعه.  تم تعديل الجذع بشكل طفيف ليناسب بشكل أكثر قناة الفخذ ويثبت جذع المفصل في مكانه.
احتوت التصميمات الأولية للورك والمفصل من مكون فخذي من قطعة واحدة ومكون حقي من قطعة واحدة.  التصميمات الحالية تتكون من جذع فخذي وقطعة رأس منفصلة.  يسمح استخدام رأس مستقل للجراح بضبط طول الساق والاختيار من بين المواد المختلفة التي يتكون منها الرأس. المكون الحقي الحديث هو الآخر يتكون من جزأين: غلاف معدني بطبقة لتثبيته على العظم وبطانة منفصلة. يتم أولا وضع الغلاف المعدني المكون للحق. يمكن تعديل موضعه، على عكس تصميم الكوب الأسمنتي السابق الذي يتم تثبيته في مكانه بمجرد تثبيت الأسمنت.  عندما يتم الحصول على الوضع المناسب للحق المعدني، قد يختار الجراح بطانة مصنوعة من مواد مختلفة.
لمكافحة التراخي الناجم عن تآكل البولي إيثيلين، طور مصنعو مفصل الورك مواد محسنة وجديدة لبطانات الحُق. كانت الرؤوس الخزفية المتزاوجة مع بطانات البولي إيثيلين العادية أو بطانة خزفية أول بديل مهم يتم للجوء له.  كما تم أيضا تطوير بطانات معدنية للتزاوج برأس معدني.  في نفس الوقت الذي تم فيه تطوير هذه التصاميم، تم تحديد المشاكل التي كانت تسببت في تآكل البولي إيثيلين وحلها مما أدى إلى  تحسين عملية تصنيع هذه المواد. كنتيجة لذلك، أظهرت أحدث البيانات التي قارنت أسطح المحامل المختلفة عدم وجود فروق ذات دلالة إكلينيكية في أدائها. تسمح جميع المواد الجديدة باستخدام رؤوس فخذ ذات قطر أكبر. يقلل استخدام الرؤوس الأكبر إلا حد ما من فرص حدوث خلع في مفصل الورك، والذي يظل واحدا من مضاعفات هذا النوع من الجراحة.

## المخاطر
كأي عملية استبدال مفصل أخرى، عملية استبدال مفصل الورك هي الأخرى تنتج عنها مضاعفات ولها أيضا مخاطر. تتراوح هذه الأخيرة بين عدوى بسيطة، خلع، وعدم تساوي طول الأطراف، الارتخاء، تصادم العظام وانحلالها، الحساسية من المعادن المستعملة، شلل الأعصاب والألم المزمن وقد تصل في حالات أخرى إلى الموت. جراحات علاج البدانة جراحة التي تتم قبل استبدال مفصل الورك هي الأخرى معنية بهذه المخاطر حيث أنها لا تغير النتائج.

### العدوى
تعد العدوى إلى جانب الارتخاء والخلع أحد الأسباب الأكثر شيوعا لمراجعة عملية الاستبدال الكلي لمفصل الورك. تبلغ نسبة إصابة المرضى بالعدوى بعد ضعوعهم لاستبدال مفصل الورك الأولي الولايات المتحدة حوالي 1 في المائة أو أقل. الإصابة بالعدوى رهينة دائما بمدى توفر عوامل الخطر لدى المرضى الخاضعين للعملية، ويشمل ذلك السمنة والسكري والتدخين الإصابة بالأمراض المثبطة للجهاز المناعي أو استعمال الأدوية المثبطة للمناعة بالإضافة إلى تاريخ الإصابة.
يعتمد التشخيص الحديث للعدوى الناجمة عن الاستبدال الكلي لمفصل الورك على معايير جمعية عدوى العضلية الهيكلية (MSIS)، هي كالآتي:
1. هناك قناة جيبية متصلة بالطرف الاصطناعي؛
2. اكتشاف عامل ممرض ناجم عن عملية الاستبدال من اثنين على الأقل من عينات الأنسجة أو السوائل المنفصلة المأخوذة من المفصل الاصطناعي المصاب؛
3. توفر أربعة من المعايير الستة التالية:
  1. ارتفاع معدل ترسب كريات الدم الحمراء في الدم (يفوق 30 ميليمتر في الساعة) وكذا تركيز البروتين التفاعلي سي في الدم (يفوق 10 ميليغرام لكل لتر)،
  2. ارتفاع عدد الكريات البيض الزليلي،
  3. ارتفاع عددالخلايا العدية الزلالية،
  4. وجود قيح في المفصل،
  5. الكشف عن وجود كائن حي دقيق في عينة على الأقل من النسيج أو السائل المحيطية،
  6. ملاحظة أكثر من خمس خلايا متعادلة لكل  مساحة تكبير عالي في خمسة من مساحات التكبير العالي على الأقل، باستخدام التحليل النسيجي للأنسجة المحيطة بالأنسجة الصناعية عند تكبيرها 400 مرة.

لا تضمن أي من الاختبارات المعملية المذكورة أعلاه الحصول على نتائج نوعية ودقيقة بنسبة 100 لتشخيص العدوى. تتحسن هذه النوعية عند إجراء الاختبارات على المرضى الذين يوجد لديهم شك سريري بإمكانية إصابتهم بالعدوى.مع ذلك يظل اختبار  معدل ترسب كريات الدم الحمراء و تركيز البروتين التفاعلي سي من اختبارات الأنجع للفحص (حساسية عالية، ونوعية منخفضة). من جملة الاختبارات الفعالة هناك أيضا اختبار شفط المفصل الذي يعتمد أساسا على سحب عينة من المفصل باستخدام إبرة، حيث يظل هو الآخر الاختبار الأكثر خصوصية لتأكيد الإصابة بالعدوى.

### الخلع

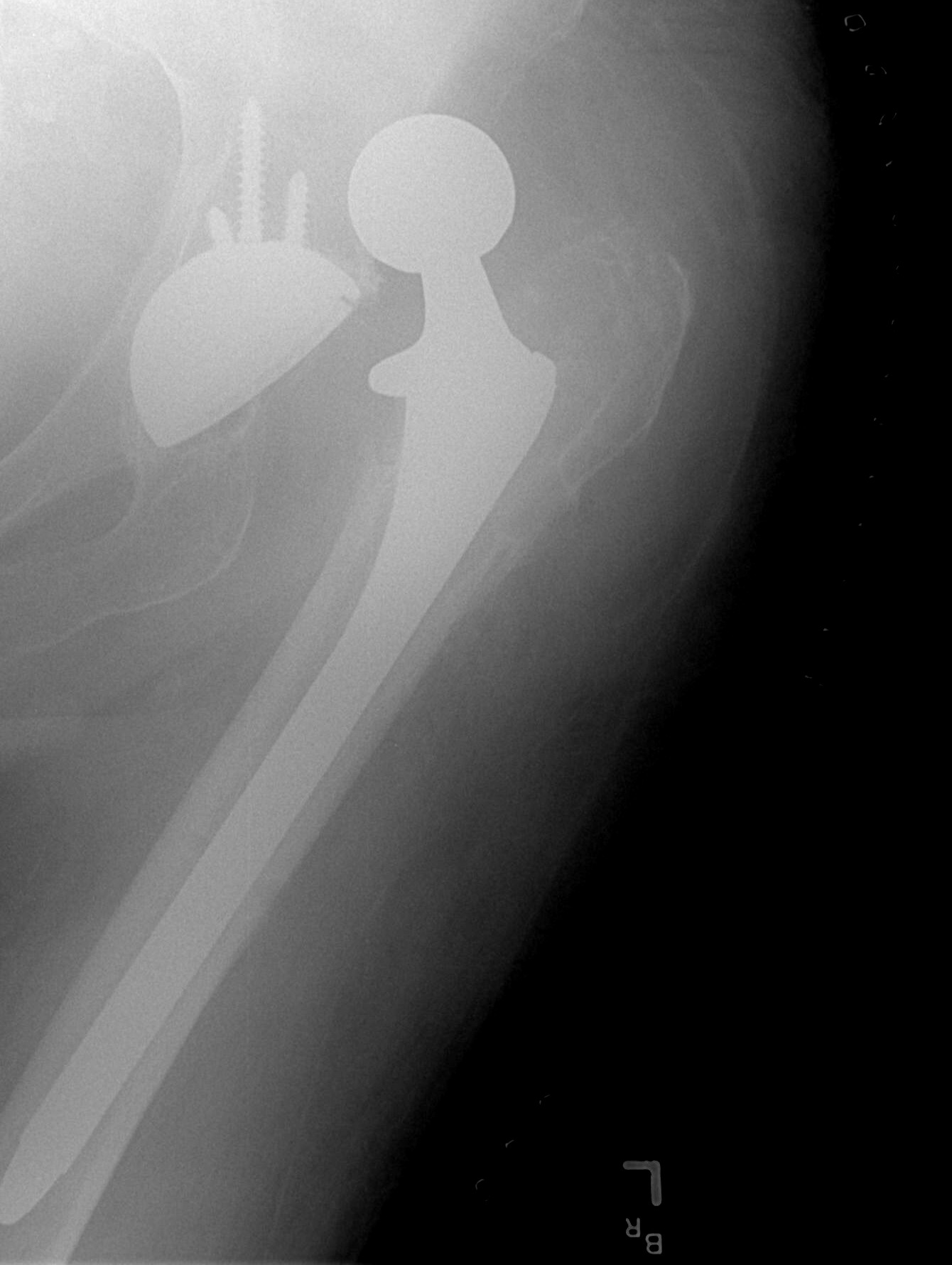
صورة بالأشعة السينية تظهر خلعا واضحا لمفصل الورك الاصطناعي المزروع.

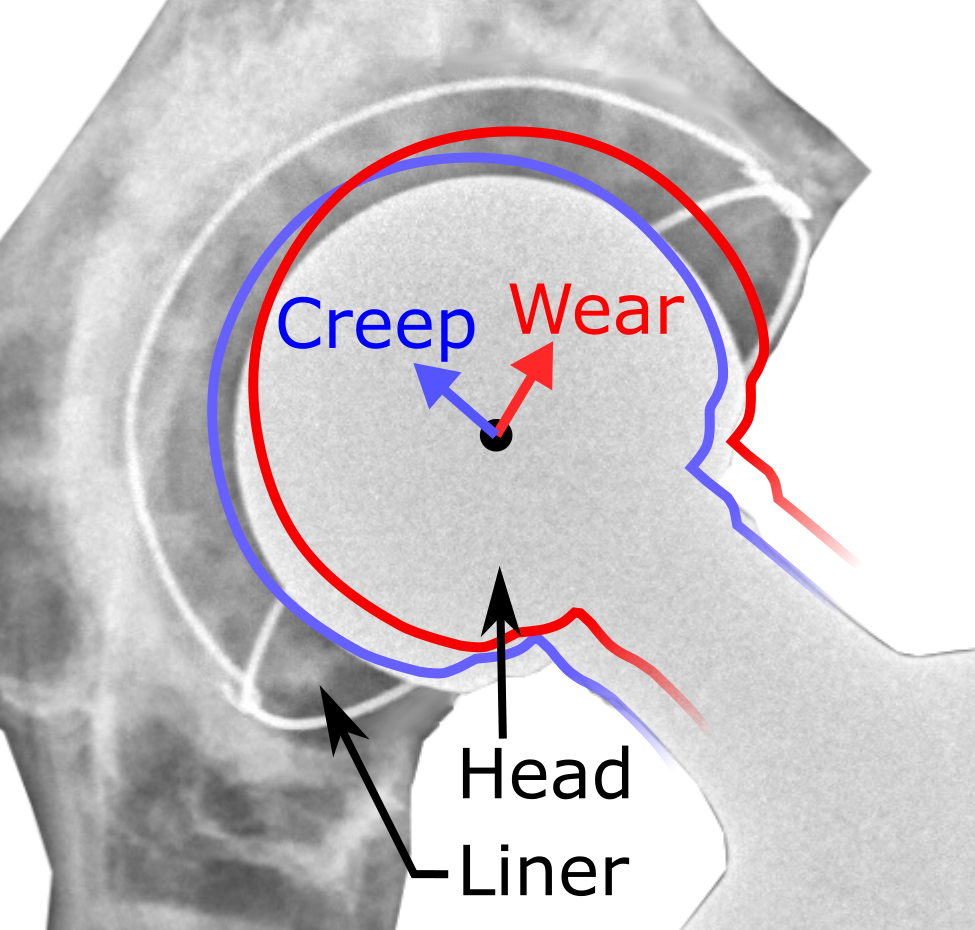
يزداد خطر حدوث الخلع عندما يزيد تآكل البطانة عن 2 مم. من ناحية أخرى، فإن نزوح البطانة يعد أمرا طبيعي لإعادة تشكلها من جديد.

الخلع هو أكثر المضاعفات شيوعا لجراحة استبدال مفصل الورك. تختلف أسبابه الأكثر شيوعا حسب المدة الزمنية لحدوثه بعد إجراء الجراحة. يحدث خلع خلع مفصل الورك المزروع غالبا خلال الأشهر الثلاثة الأولى بعد الزرع، ويرجع ذلك أساسًا إلى تكوين ندبة غير مكتملة واسترخاء الأنسجة الرخوة. يستغرق الأمر من ثمانية إلى اثني عشر أسبوعا حتى تلتئم الأنسجة الرخوة المصابة أو المقطوعة أثناء الجراحة. خلال هذه الفترة، يمكنكرة الورك أن تخرج من التجويف. تتضاءل إحتمالية حدوث ذلك إذا تم قطع عدد أقل من الأنسجة، أو إذا تم إصلاح القطع الحاصل في الأنسجة، وأيضا إذا تم استخدام كرات ورك ذات قطر قطر كبير. تحدث الاضطرابات التي تلي العملية بثلاثة أشهر إلى خمس سنوات عادة بسبب عدم وضع المكونات بشكل ملائم أو بسبب وجود خلل في العضلات المجاورة للورك المزروع.
تشمل عوامل الخطر لحدوث الخلع المتأخر (بعد خمس سنوات) بشكل أساسي: 
- جنس المريض أنثى
- سن المريض أصغر
- حدوث خلع جزئي سابقا بدون خلع كامل
- حدوث صدمة سابقة
- فقدان الوزن بشكل كبير
- ظهور أو تطور الخرف أو أي اضطراب عصبي
- تموقع تجويف المفصل بشكل خاطئ
- اهتراء البطانة، خاصة عندما تتسبب في حركة للرأس أكثر من 2 مم داخل تجويف الورك مقارنة بموضعه الأصلي.
- ارتخاء الطرف الاصطناعي بفع نزوحه.

يميل الجراحون الذين يجرون مزيد من عمليات استبدال مفصل الورك مؤخرا إلى تقليل نسبة حدث الخلع ما أمكن. يبدو أن استخدام رؤوس ورك ذات قطر صغير يقلل من معدلات حدوث الخلع، ولكن مع ذلك لم تظهر الفائدة من هذا الإجراء عند مقارنتها بطريقة الحديثة باستخدام رؤوس ورك ذات قطر أكبر. استخدام ورك اصطناعي بقطر رأس أكبر في حد ذاته يقلل من إمكانية حدوث خطر الخلع، على الرغم من ذلك تم إثبات هذه الحقيقة فقط في حالة استعمال أحجام رأس يصل قطرها إلى 28 مم، باستثناء هذا لم يتم العثور على أي علاقة تربط  بين حجم رأس الورك ومعدل حدوث الخلع. يمكن للأشخاص التي تجرى لهم هذه العملية تقليل مخاطر الخلع عن طريق إبقاء ساقهم بعيدة عن أوضاع معينة خلال الأشهر القليلة الأولى بعد الجراحة.

### عدم تساوي طول الأطراف
يعاني معظم البالغين حتى قبل إجراء استبدال مفصل الورك من عدم تساوي طول أطرافهم، حيث قد يتراوح فرق الطول بين 0 إلى 2 سم ولدوا ولا تسبب لهم أي عجز. الشعور  عادة بعدم تساوي طول الأطراف هو أمر شائع لدى المرضى الذين يخضون لعملية استبدال مفصل الورك. في بعض الأحيان قد تبدو الساق مباشرة بعد الجراحة طويلة شيئا ما عن الساق التي لم تجرى عليها الجراحة، بينما كلاهما في الواقع متساويان في الطول.
يمكن لالتهب مفصل الورك أن يتسبب في حدوث تقلصات تجعل الساق تبدوا كما لو كانت قصيرة. عندما يتم تخفيف ذلك من خلال جراحة الاستبدال واستعادة الحركة والوظيفة الطبيعية للورك، يشعر الجسم عندها أن الطرف الآن أطول مما كان عليه. سرعان ما يتراجع هذا الشعور بعد 6 أشهر من الجراحة، حيث يتكيف الجسم مع مفصل الورك الجديد. سبب هذا الشعور غير محدد، وعادة ما يكون كنتيجة لضعف العضلات المبعدة، وانحراف الحوض، وأيضا الإطالة الطفيفة للورك أثناء الجراحة (أقل من 1 سم) لتحقيق الاستقرار وإعادة المفصل إلى حالته الميكانيكية الطبيعية التي كان عليها قبل التهاب المفاصل. إذا ظل اختلاف طول الأطراف مزعجًا للمريض لأكثر من 6 أشهر بعد الجراحة، فيمكن اللجوء إلى رفع بطانة الحذاء لكي تتساوى الأطراف معا. مع ذلك يمكن في حالات قصوى اللجوء للجراحة كإجراء ترميمي لإصلاح التفاوت في طول الأطراف.

### الكسر

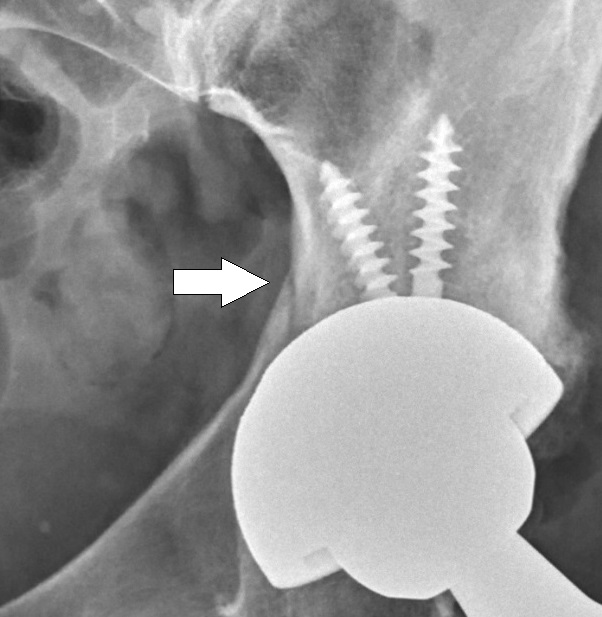
صورة بالأشعة السينية تظهر كسرا على مستوى حق الورك أثناء إجراء عملية الاستبدال.

قد تحدث هذه الكسور أحيانا أثناء العملية.  بعد الجراحة، يمكن للعظام التي تحتوي على أجهزة تثبيت المفصل أن تتعرض لخطر حدوث كسور حول الأطراف الصناعية بعد إجراء الزرع، يرجع ذلك لتعرض هذه منطقة لضغط ميكانيكي عالي نسبيا. يتم تصنيف كسور الفخذ بعد الجراحة حسب تصنيف فانكوفر.

### تجلط الأوردة
يعد تجلط الأوردة على غرار تجلط الأوردة العميق والانصمام الرئوي أمرا شائعا نسبيا بعد إجراء جراحة استبدال مفصل الورك. يوصف للمرضى علاج قياسي باستخدام مضادات التخثر على مدى 7 إلى 10 أيام. مع ذلك، من المفضل استخدام العلاج المتوسط الأمد الذي تصل مدته لأكثر من 21 يوما. الخضوع للعلاج طويل الأمد (حتى 35 يومًا بعد الجراحة) باستعمال مضادات التخثر  قد يمنع حدوث الانصمام الخثاري الوريدي لدى الأشخاص الذين يخضعون لجراحة استبدال مفصل الورك.
من ناحية أخرى، اقترحت دراسات أجريت عام 2013 أن استعمال مضادات التخثر لعلاج المرضى الأصحاء الذين يخضعون لما يسمى ببروتوكول المسار السريع المصحوب بالبقاء في المستشفى لمدة أقل من خمسة أيام، قد تكون ضروريا فقط أثناء وجودهم في المستشفى. من جهة أخرى، هناك أدلة ناشئة تدعم استخدام الأسبرين كعلاج للوقاية من الجلطات الدموية الوريدية. حيث اقترحت عدد من التجارب المراقبة والعشوائية أن الأسبرين لايقل أهمية عن الهيبارين ذي الوزن الجزيئي المنخفض والريفاروكسابان. مع ذلك، هناك عدم يقين حول إمكانية كون الأسبرين مناسبا في جميع الحالات، وخاصة عندما تعلق الأمر بالأشخاص الذين لديهم عوامل خطر إضافية للانصمام الخثاري الوريدي أو أولائك الذين يكونون عرضة لخطر مقاومة الأسبرين. 
غالبا ما يفكر بعض الأطباء والمرضى في إجراء تصوير بالموجات فوق الصوتية للكشف عن تجلط الأوردة العميق مباشرة بعد استبدال مفصل الورك. مع ذلك، يجب إجراء هذا النوع من الفحص فقط عند الحاجة الماسة إليه لأن إجراءه بشكل عشوائي سيكون حينها رعاية صحية غير ضرورية.
تستخدم أجهزة الضغط الهوائي المتقطع (IPC) أحيانا للوقاية من تجلط الدم بعد استبدال مفصل الورك. هذا وعلى الرغم من وجود مجموعة متنوعة من هذا النوع من الأجهزة، إلا أنه من غير الواضح حاليا ما إذا كان أحدها أكثر فعالية من الآخر.

### انحلال العظم
تنتج عدد من المشاكل طويلة الأمد بعد إجراء استبدال مفصل الورك عن انحلال العظم. يعرف هذا الأخير على أنه اهتراء للعظام ناجم عن رد فعل الجسم المناعية ضد الأجسام الدخيلة، وهي أساسا تلك الأجزاء المكونة من البولي إيثيلين والتي تغطي بطانة الحق مايؤدي إلى انحلالها مع مرور الوقت. تؤدي هذه العملية الإلتهابية إلى ارتشاف العظم الذي قد يؤدي بدوره إلى ارتخاء لاحق في أجزاء الورك المزروعة وحتى إلى حدوث كسور في العظام حول الورك المزروع.
في محاولة لتفادي التآكل، يتم اللجوء لاستخدام أسطح من السيراميك على أمل أن يكون لها تآكل أقل وانحلال عظمي أقل مع نتائج أفضل على المدى الطويل. في نفس السياق، تم تطوير بطانات حق معدنية يمكنها الارتباط برؤوس ورك معدنية (رأب مفصل الورك المعدني) لأسباب مماثلة. بالموازات مع تطوير هذين السطحين ذوي مقاومة عالية ضد الانحلال، تم أيضًا تطوير بطانات بلاستيكية من البولي إيثيلين عالي الارتباط. حيث أن الارتباط المتقاطع الكبير يؤدي إلى تقليل كمية حطام التآكل البلاستيكي الذي ينبعث بمرور الوقت.لا تتمتع الأطراف الاصطناعية الخزفية والمعدنية الأحدث دائمًا بخاصية الاستمرار لفترة  طويلة الأمد مقارنة بتلك المصنوعة من المعدن والمثبتة على محامل من البولي إيثيلين. يمكن أن تنكسر قطع السيراميك مما يؤدي إلى فشل ذريع.  يحدث هذا في حوالي 2 في المائة من الاطراف السيراميكية المزروعة.قد تسبب أيضًا ضوضاء صرير عالية الحدة يمكن سماعها أثناء أداء المريض لأي نشاط كان.  المفاصل المعدني هي الأخرى لها مخاطرها، حيث أنها  قد تخلف حطاما معدنيا في الجسم يزداد تركيزه تدريجيا مما قد يثير مخاوف بشأن المخاطر المحتملة مع الوقت. البولي إيثيلين شديد الارتباط هو الآخر ليس بقوة البولي إيثيلين العادي. حيث يمكن لهذه البطانات البلاستيكية أن تتشقق أو تتحرر من الغلاف المعدني الذي يحملها، مما قد يتسبب في فشل المفصل المزروع.

### الارتخاء
في التصوير الشعاعي، من الطبيعي جدا أن ترى مناطق إشعاعية رقيقة يقل سمكها عن 2 ميليمتر حول مكونات مفصل الورك، أو بين البطانة الداعمة والعظم. مع ذلك، قد يشير هذا الأمر إلى وجود ارتخاء في الطرف الاصطناعي خاصة إذا كانت هذه الفراغات جديدة أو متغيرة، في المقابل قد تكون الفراغات التي يزيد حجمها عن 2 مم غير ضارة إذا كانت مستقرة. أهم عوامل الإنذار المبكرة لارتخاء مفصل الورك هي عدم وجود خطوط شعاعية في منطقة ديلي شارنلي الأولى، فضلاً عن السماكة المناسبة للبطانة الداعمة. خلال السنة الأولى التي تلي زرع السيقان الفخذية غير المدعومة، من الطبيعي أن يحدث ارتخاء خفيف (أقل من 10 ملم). لقد ثبت أن استخدام طريقة الجراحة المباشرة من الأمام هي نفسها عامل خطر للارتخاء المبكر لمكونات الفخذ.

### شلل العصب
يعد شلل العصب الوركي الذي يلي جراحة اسبدال مفصل الورك واحدا من المضاعفات المحتملة. لكن تبقى نسبة حدوثه منخفضة. يعد شلل العصب الفخذي هو الآخر من المضاعفات المحتملة النادرة للغاية. يَبرأُ كلاهما مع مرور الوقت، لكن عملية الشفاء بطيئة.
المرضى الذين يعانون من وجود إصابة عصبية سابقة هم أكثر الأشخاص عرضة لخطر التعرض لهذه المضاعفات كما أن التعافي منها يكون أبطأ في هذه الحالة.

### الألم المزمن
يعاني عدد قليل من المرضى الذين خضعوا لاستبدال مفصل الورك من آلام مزمنة بعد الجراحة. يمكن أن يتطور هذا الألم الأربي إذا احتكت العضلة التي ترفع الورك ( العضلة القَطَنيَّة الحرقفية ) بحافة تجويف الحق. يمكن أن يحدث التهاب الجراب عند مدور الفخذ عندما تلتقي الندبة الجراحية بالعظم، أو إذا دفع المكون الفخذي المزروع الساق بعيدا جدا إلى الجانب.  يمكن في بعض الحالات أن يشعر بعض المرضى بالألم خلال الطقس البارد أو الرطب.
يمكن أن يؤدي الشق الذي يتم إجراؤه في مقدمة الورك (الجراحة الأمامية) إلى قطع العصب المتدفق أسفل الفخذ مما يؤدي إلى حدوث تنميل على مستوى الفخذ وأحيانا إلى ألم مزمن عند النقطة التي تم فيها قطع العصب (ورم عصبي).

### الحساسية من المعادن
المخاوف المثارة حول الخطر المحتمل لمفاصل الورك المعدنية ناتجة بالأساس عن حقيقة إمكانية إثارة المفصل المزروع لاستجابة مناعية ضده بسبب الحساسية التي قد يشكلها للجسم وكذا الأخطار المحتملة لحطام هذه الجسيمات المعدنية. أظهرت بعض المنشورات الجديدة تطور أورام كاذبة، عبارة عن كتل من أنسجة رخوة تحتوي على أنسجة نخرية حول مفصل الورك المزروع. تكون هذه الكتل أكثر شيوعا لدى المرضى النساء وتكون مصحوبة بوجود مستويات أعلى من الحديد في الدم. السبب غير معروف وربما يكون ناتجا عن عدة عوامل. قد يكون نتيجة لتفاعل الحطام المسمم الناجم عن التآكل المعدني الزائد أو تفاعل فرط الحساسية ضد الحطام المعدني.
تعد الحساسية المفرطة ضد المعادن ظاهرة شائعة، حيث تصيب حوالي 10 إلى 15 في المائة من السكان. يمكن أن يسبب التلامس المباشر مع المعادن ردود فعل مناعية مثل الأكزيما والاحمرار والحكة.
على الرغم من أنه لا يُعرف سوى القليل عن الدينامية الدوائية قصيرة وطويلة المدى لدورة تحلل المعادن داخل الجسم الحي، كانت هناك عدد من التقارير التي تؤكد وجود استجابات مناعي مرتبطة مؤقتا بزرع المكونات المعدنية في الجسم. تربط تقارير الحالات الفردية بين فرط الحساسية المناعية وأضرار إجراء عمليات زراعة القلب والأوعية الدموية وجراحة العظام والجراحة التجميلية وزراعة الأسنان.

### التسمم المعدني
تتكون معظم أجزاء مفصل الورك من معادن كالكوبالت وسبائك الكروم أو التيتانيوم. حيث لم يعد يستخدم الفولاذ المقاوم للصدأ في صناعتها. تطلق جميع المكونات المستزرعة أيوناتها المكونة في الدم. حيث يقوم الجسم في العادة بالتخلص من هذه الأيونات عبر البول، ولكن في بعض الحالة يمكن لهذه الأيونات أن تتراكم في الجسم. في حالة استخدام الاطراف التي تعتمد في عملها على تلامس بين المعادن، يمكن  لشظايا مجهرية من الكوبالت والكروم التسلل إلى مجرى دم الشخص. الشئ الذي قد يسبب تسمما للمريض، وفي هذا الجانب هناك تقارير تثبت سمية معدن الكوبالت، الشئ الذي دفع بالاطباء إلى استبدال مفاصل الورك المعدني، التي لم تعد قيد الاستخدام حاليا.

### الوفاة
معدل الوفيات المرتبطة بجراحة استبدال مفصل الورك الاختياري تظل نادرة حيث تقل نسبتها عن 1 في المائة بكثير.

### ما بعد العملية
يتم بعد الجراحة، إجراء تصوير الشعاعي لمنطقة المفصل المزروع وذلك للتأكد من نجاح العملية وضمان التكوين المناسب للأطراف الاصطناعية للورك.
يؤثر اتجاه تجويف الحق المزروع على نطاق حركة الساق، كما يعد أيضا عاملا محددا لإمكانية حدوث خطر الخلع من عدمه. لهذا الغرض، يتم اللجوء لإجراء قياسات خاصة لمقارنتها بالقيم الطبيعية. من بين أهم هذه القياسات نجد مثلا ميلان الحق ودرجة إنقلابه إلى الأمام بالنسبة للمستوى الإكليلي والمستوى السهمي على التوالي.

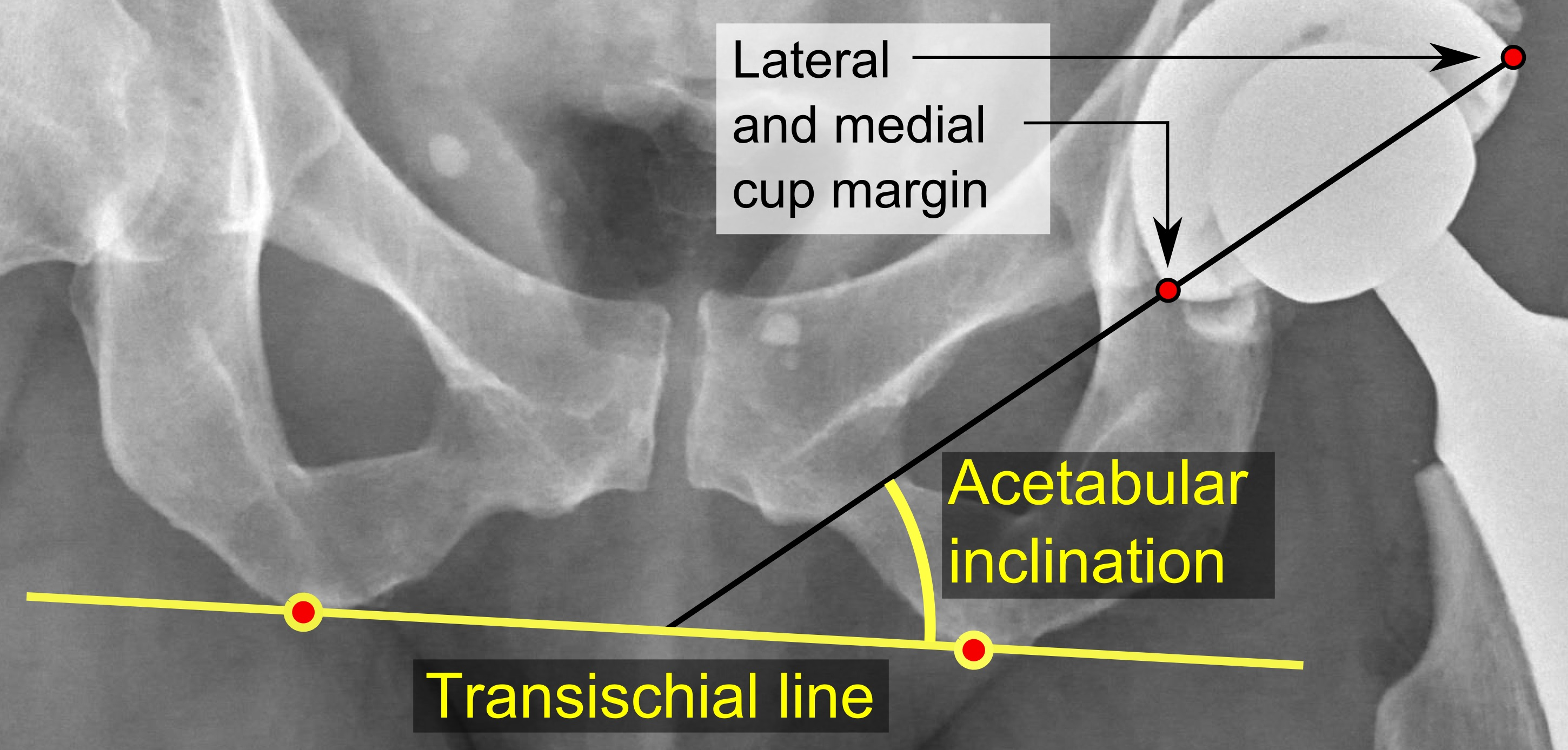
ميل الحق.[32] يتم قياس هذا المؤشر بالنسبة لصورة أمامية مرجعية تم التقاطها لورك المريض باستعمال الأشعة السينية. زاوية الميل هذه هي الزاوية التي يشكلها تقاطع الخط الهامشي الجانبي والأوسط لمكون الحق من جهة والخط المماسي للحواف السفلية لعظم الإسك من جهة أخرى.
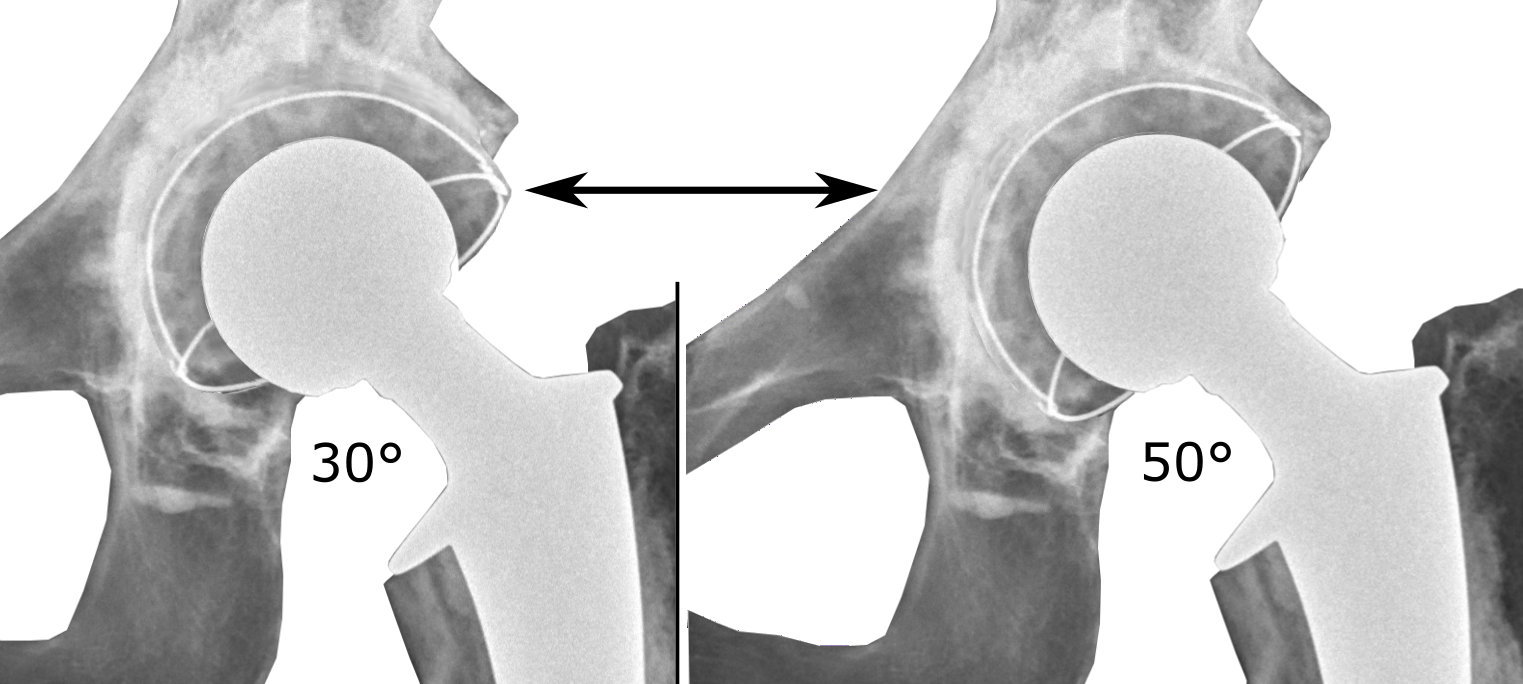
عادة ما يكون ميل الحق الطبيعي بين 30 و 50 درجة. كلما ازدادت زاوية الميل، ارتفع خطر الخلع.
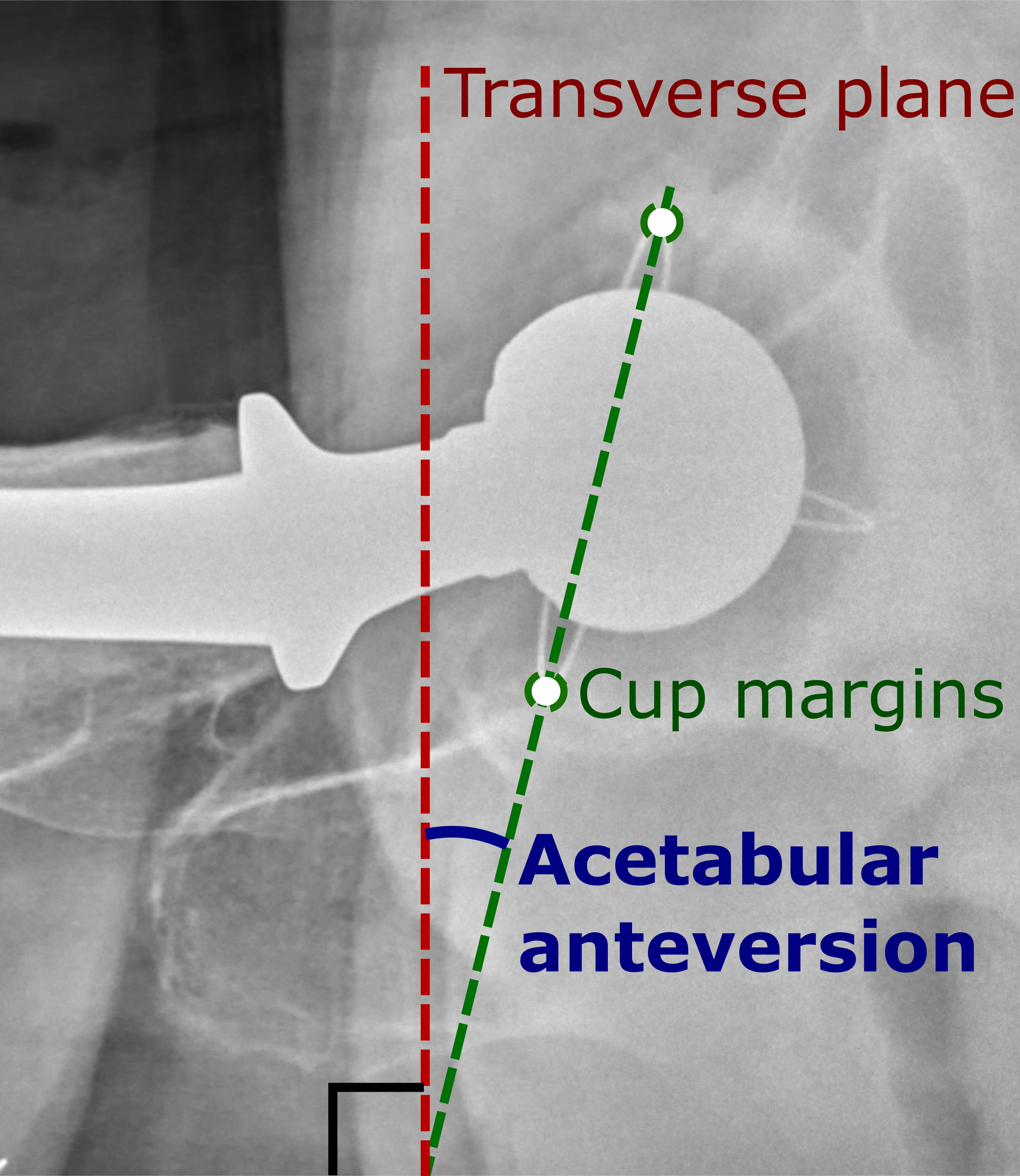
انقلاب الحق نحو الأمام.[33] يتم قياس هذا المؤشر بالرجوع إلى صورة شعاعية جانبية لمنطقة المفصل، حيث تمثل زاوية انقلاب المفصل نحو الأمام تلك الزاوية التي تقع بين المستوى الأفقي والخط المار عبر الهوامش الأمامية والخلفية لتجويف الحق المزروع.
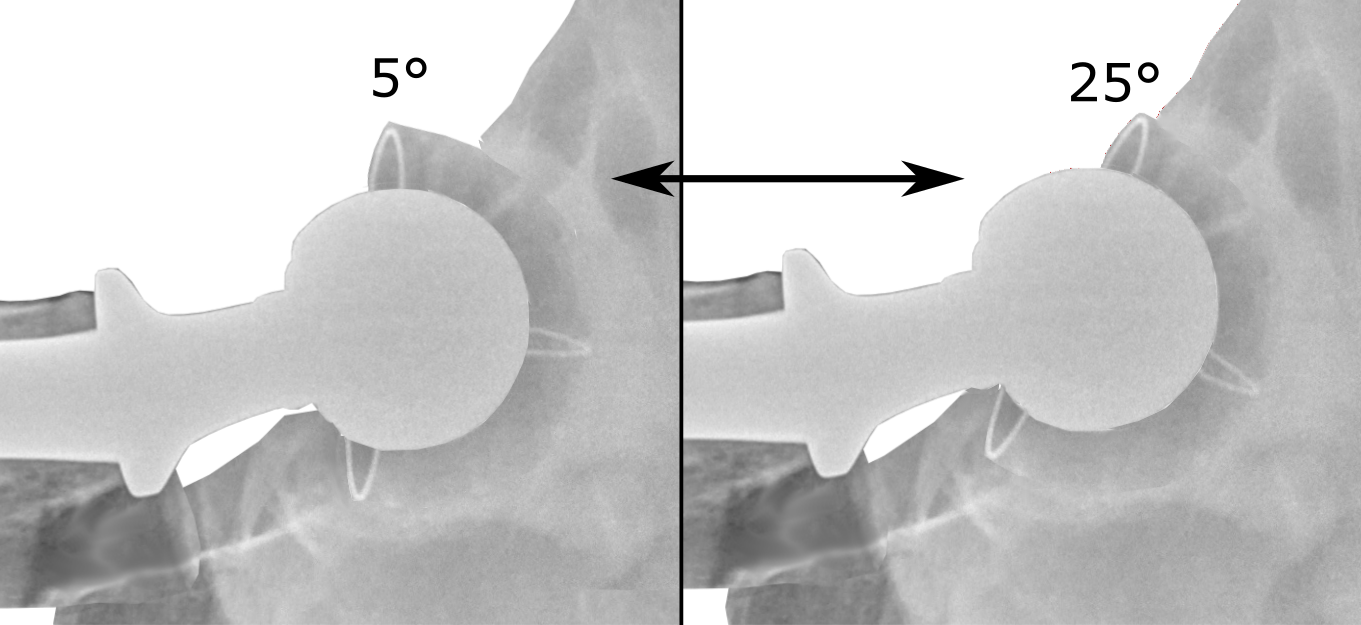
في الحالة العادية يجب ان تكون زاوية انقلاب الحق نحو الأمام محصورة بين 5 و 25 درجة.[31] إذا كانت قيمة هذه الزاوية أعلى أو أقل، ترتفع احتمالية حدوث الخلع.

## الانتشار والتكلفة
يختلف معدل حالات استبدال مفصل الورك في البلدان المتقدمة من بلد لآخر، حيث يتراوح بين 30 حالة (رومانيا) و 290 (ألمانيا) لكل 100000 من السكان سنويا. في الولايات المتحدة خضع ما يقرب من 0.8 في المئة من الساكنة لهذه العملية.
وفقا للاتحاد الدولي لخطط الرعاية الصحية، بلغ متوسط تكلفة عملية استبدال مفصل الورك في سنة 2012 ماقيمته 40364 دولارا في الولايات المتحدة، و 11889 دولارا في المملكة المتحدة، و 10987 دولارا في فرنسا، و 9574 دولارا في سويسرا، و 7731 دولارا في إسبانيا.
في الولايات المتحدة وحدها، يختلف متوسط تكلفة عملية استبدال مفصل الورك بشكل كبير حسب المنطقة الجغرافية، حيث يتراوح بين 11327 دولارا (برمنغهام، ألاباما) إلى 73927 دولارا (بوسطن، ماساتشوستس).